# 町田洋 (漫画家)
町田 洋（まちだ よう、生年月日不詳）は、日本の漫画家。

## 経歴
2013年、全編描き下ろしの単行本『惑星9の休日』（祥伝社）でデビュー。
同年発表の短編「夏休みの町」で、第17回文化庁メディア芸術祭マンガ部門新人賞を受賞。
2018年9月より、初の連載「砂の都」をモーニング・ツー（講談社）にて開始するも、第5話を最後に休止。
2020年6月30日公開の短編「船場センタービルの漫画」にて復帰。作品内で自身がうつ病に罹患していたことを公表した。

## 作品
単行本
- 『惑星9の休日』（祥伝社、2013年8月12日初版発行） ISBN 978-4396460433
  - 収録作品 - 惑星9の休日/UTOPIA/玉虫色の男/衛星の夜/それはどこかへ行った/とある散歩者の夢想/午後二時、横断歩道の上で/灯
- 『夜とコンクリート』（祥伝社、2014年2月3日初版発行） ISBN 978-4396460471
  - 収録作品 - 夜とコンクリート/夏休みの町/青いサイダー/発泡酒

単行本未収録作品
- サマースケッチ（祥伝社、2014年、WEBマガジン「コフレ」連載）
  - 「夏休みの町」を制作するために描かれた夏の素描。
- 日食ステレオサウンド（講談社、モーニング・ツー2015年4月号掲載）[5]
- 船場センタービルの漫画（トーチweb、2020年6月30日掲載）
  - 初のエッセイ作品。本作が原作の短編アニメーション「忘れたフリをして」と同時公開[4]。

連載作品
- 砂の都（講談社、モーニング・ツー2018年11月号 - 2019年8月号）
  - 2023年3月16日より再連載を開始し、第6話以降も公開された。
- ごみをひろう（Amazon Kindle、2024年5月27日 - ）
  - Kindle単話販売[6]。

その他
- 二人の男は旅を終えると、岩絵の中に入っていった
  - オーストラリアの昔話「カンガルーとディンゴを生んだ岩絵」を題材にした、イラスト8枚の連作。ギャラリートーチ（トーチweb内のギャラリー機能）にて2018年11月1日 - 25日に公開[7]。
  - 実際の原画も、東京・マンガナイトBOOKS（11月2日 - 10日）[8]、および京都・恵文社一乗寺店（11月17日 - 12月7日）[9]で展示された。
- 氷
  - Tシャツ。グッズ作成・販売サービス「SUZURI」のコラボ企画「SUZURIの100TEE」にイラスト提供[10]。